# Geschichte der Stadt Calbe (Saale)
Die Geschichte der Stadt Calbe umfasst die Entwicklungen auf dem heutigen Gebiet der Stadt Calbe an der Saale von der ersten Besiedlung bis zur Gegenwart.

## Jungsteinzeit
Durch zahlreiche gefundene Urnen und Werkzeuge ist belegt, dass die Gegend um die heutige Stadt Calbe (Saale) schon in frühgeschichtlicher Zeit besiedelt wurde. Bereits in der Jungsteinzeit (etwa 2000 v. Chr.) wurden hier Menschen sesshaft. Dies wurde vor allem durch die Weinberg-Funde aus der Schnurkeramik-Kultur und dem Calbenser Hortfund (Hausurnenkultur) aus der frühen Eisenzeit (ca. 700 v. Chr.) von 1956 belegt.
Die Menschen siedelten sich zu dieser Zeit vornehmlich am westlichen Hochufer der Saale an, weil sie dort die Vorteile des Flusses nutzen konnten, ohne den Gefahren des stets wiederkehrenden Hochwassers ausgesetzt zu sein. Hier fing einer der fruchtbarsten Böden Europas, die Magdeburger Börde, an. An der Stelle des Hochufers, das in der Jungsteinzeit schon bewohnt war, befand sich nach Aussagen späterer Quellen eine Sonnenkult-Stätte, die Wunder- bzw. Trojaburg im Süden des heutigen Calbe. In einem inzwischen verschwundenen Spiralgang wurden zu Ehren der germanischen Fruchtbarkeitsgöttin Ostara im Frühjahr Auferstehungs- und Erweckungsriten zelebriert. Der Name Wunderburg hielt sich bis heute.

## Völkerwanderung
Am Ende der Völkerwanderungszeit (im 5. Jahrhundert) wurde das Gebiet von Calbe, das zu dieser Zeit Nordthüringgau hieß, von den Thuringi (Thüringer), einem westgermanischen Stamm, besiedelt. Nachdem das Reich der Thüringer von den politisch und sozial immer mehr dominierenden Franken im Bunde mit den Sachsen 531 zerschlagen worden war, ließen sich die Sachsen mit Zustimmung ihrer Bündnispartner in den ehemals thüringischen Gebieten nieder und zahlten dafür einen jährlichen Tribut. Der Name Nordthüringgau blieb aber noch mehrere Jahrhunderte bestehen.
Auch die Herrschaft der Sachsen wurde durch den Sieg Karls des Großen in den Sachsenkriegen 804 beendet. Wichtiger noch als die militärische Unterwerfung der Sachsen war ihre moralisch-ideologische Bindung an einen gemeinsamen Glauben, an das Christentum. Der erste Bischof von Halberstadt, Thiatgrim, richtete 35 Kirchen in seinem Sprengel ein, die dem ersten Märtyrer der römisch-katholischen Kirche, dem Heiligen Stephanus, geweiht waren. Eine davon, die karolingische St.-Stephani-Basilika war der Vorgängerbau der heutigen Stadtkirche von Calbe. Mit der fränkischen Hegemonie wurden im 9. Jahrhundert Kristallisationskerne für die bald darauf erfolgende Besiedlung, speziell auch für die Siedlung Calbe, gelegt.
Östlich der Elbe-Saale-Linie lebten die ebenfalls zu den Indoeuropäern gehörenden Stämme der Slawen, bei denen sich der Feudalisierungsprozess langsamer durchsetzte. Sie betrieben vorwiegend Fischfang, Kleintierzucht und Ackerbau. Karl der Große errichtete entlang dieser natürlichen Grenze ein System der verstärkten Sicherung, eine Reihe von Verwaltungs- und Militärstützpunkten; Königshöfe, Burgen und Kirchen entstanden. 806 gründete Kaiser Karl die Hauptburgen Magdeburg und Halle. Im gleichen Jahr berief der Kaiser eine Heerschau nach Staßfurt ein. Zwischen den beiden Burgen führte die karolingische Heerstraße über Nienburg und Bernburg (Saale) entlang. Königshöfe dienten nicht nur der Verwaltung, sondern auch als Etappenorte zur Bergung des Heeres (Herberge). Eines der wirtschaftlichen und politischen Zentren im östlichen Teil des Frankenreiches wurden der Königshof und die Fluchtburg Calvo.

## Formierung der Stadt Calbe
Mit hoher Wahrscheinlichkeit wurde die karolingische St.-Stephani-Basilika durch Bischof Hildegrim von Chalons aus Halberstadt errichtet, der 827 starb. Da man keinen so beachtlichen Bau in ein Dorf oder in eine Einöde, sondern dorthin setzt, wo viele Menschen zusammen leben, muss eine größere urbane Siedlung hier schon zu Beginn des 9. Jahrhunderts existiert haben.

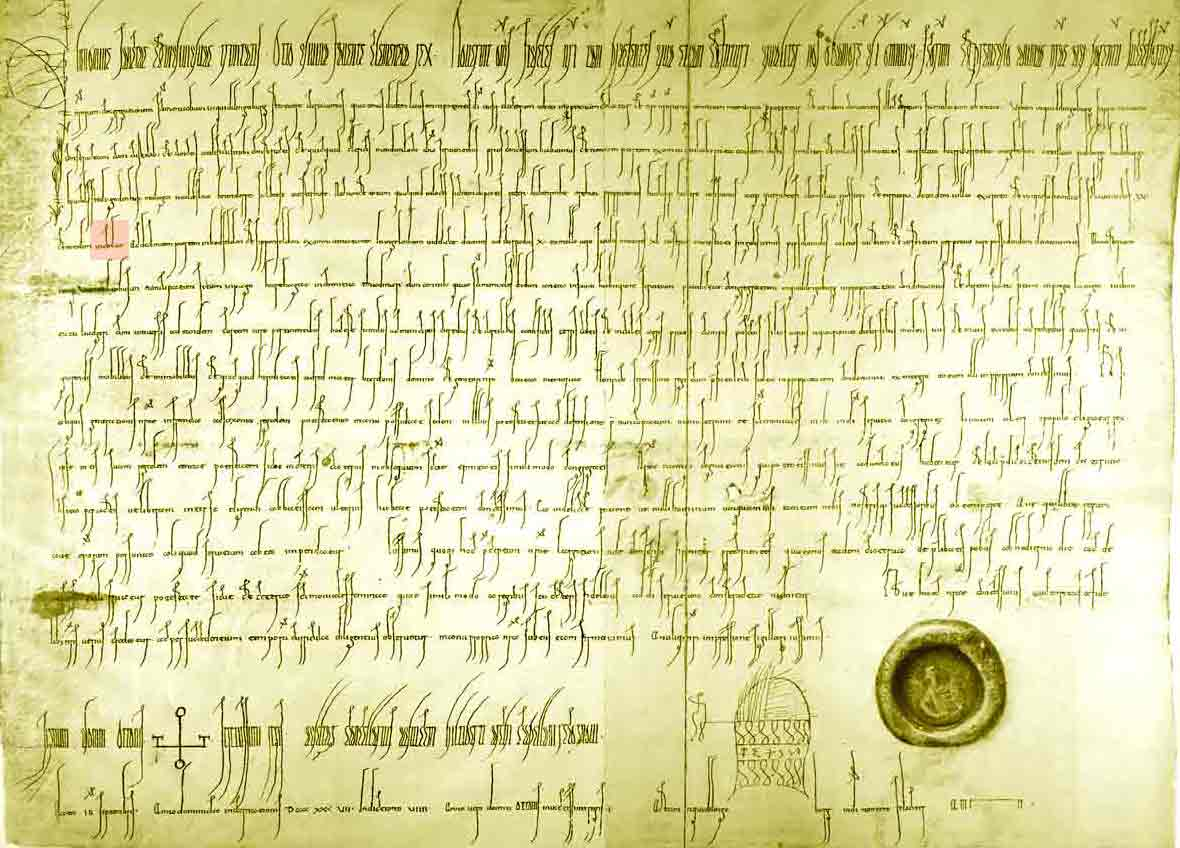
Urkunde von Otto I. in den Regesta Imperii vom 13. September 936, Reproduktion in Heimatstube Calbe/S.

Urkundliche Erwähnung fand sie aber erst, als am 13. September 936 König Otto I. das St.-Servatius-Nonnenkloster in Quedlinburg mit Ländereien und 15 leibeigenen wendischen Familien in Frohse und Calbe belehnte. 961 schenkte Otto dem St.-Mauritius-Kloster in Magdeburg, dem späteren Kloster Unser lieben Frauen, den Zehnten, den die Deutschen und Wenden, welche zu den Burgwarden Magdeburg, Frohse, Barby und Calbe gehörten und in deren Burgen Schutz suchten, zu entrichten hatten. Das von Heinrich I. verstärkt ausgebaute Burgwardsystem in den Grenzmarken bezog sich auf gut gesicherte, aneinandergrenzende Militärbezirke und auf Fluchtburgen. Von den wehrfähigen Männern musste jeder neunte in den Burgen wohnen und sich auf den Kriegsdienst vorbereiten. Hier fanden auch Versammlungen und Feste der frühen Einwohner Calbes statt. Die Calbenser Burg unterstand dem Militärverwalter des Nordthüringgaus, dem berühmt-berüchtigten Markgrafen Gero. Die Burg von Calbe, in späteren Quellen oft als Sudenburg bezeichnet, war kein Steinbau, sondern hatte wohl nur Grundmauern und war sonst aus Holzstämmen gebaut. Eine solche für heutige Begriffe eher bescheiden wirkende Fluchtburg hat nichts mit unseren Vorstellungen von spätmittelalterlichen Herrenburgen zu tun. Obwohl es heute keine Bodenbefunde dazu gibt, kann man mit großer Wahrscheinlichkeit annehmen, dass sich die Calbenser Burg etwa an der Stelle der ehemaligen Nikolai’schen Wolldeckenfabrik befand.
In der Nähe der Burg, etwa an der heutigen Ecke Bernburger Straße/Neustadt, gab es bis ins 17. Jahrhundert hinein eine Säule und einen steinernen Stuhl, das Ältestengericht. Hier wurde unter freien Himmel Recht gesprochen. Dieses Gericht bestand aus sechs Adligen und sechs angesehenen Ackerbürgern. Diese Form der Rechtsprechung stammte allem Anschein nach aus der Zeit der Siedlungsanfänge und bildete die Grundlage für die Einführung von Schöffen Ende des 13. Jahrhunderts in Calbe.
Etwa 300 Meter von der Burg entfernt wurde im 10. Jahrhundert eine dem heiligen Laurentius (Lorenz) geweihte Kirche errichtet. Diese Kirche gehörte zu jenen Triumph- und Dankeskirchen, die Otto I. nach seinem historischen Sieg auf dem Lechfeld über die Ungarn errichten ließ. Otto hatte am Tag der Schlacht, dem 10. August 955, der der Laurentiustag war, gelobt, Kirchen zu Ehren dieses Heiligen zu errichten, wenn er gegen die Ungarn siegen würde. So gab es im 10. und 11. Jahrhundert eine regelrechte Welle von Gründungen solcher dem hl. Laurentius gewidmeten Kirchen. Es ist ziemlich sicher, dass auch diese Kirche in diese Reihe gehört. Wie die Calbenser Stadtkirche wird man die St.-Laurentii-Kirche zuerst aus Holz gebaut haben. Die erste romanische Laurentiuskirche aus Sandstein wird im 12. Jahrhundert entstanden sein. Möglicherweise stammt die noch vorhandene Rundapsis aus dieser Zeit. Bis heute blieb die schlichte Kirche einschiffig. Ein Kirchturm, der nicht mehr existiert, war auch vorhanden. Die ursprüngliche romanische Sandstein-Kirche war etwa halb so groß wie die heutige und etwas niedriger.
Außerdem war das frühe Calbe an einem wahrscheinlich schon seit karolingischer Zeit existierenden Königshof (curtis regia) angelegt worden. Die Königshöfe bildeten die wirtschaftliche Grundlage des Königtums. Im mittelalterlichen Deutschland gab es noch keine Hauptstädte. Die Könige, auch die Kaiser, zogen von einem Wirtschaftshof zum anderen, wobei sie meist in den Wintermonaten dort blieben und im Sommer mit einem großen Hofstaat und vielen Bewaffneten reisten. So wurden Königshöfe auch zu politischen Zentren. Die Verwaltung eines solchen Königshofes wurde von einem maior (Meier) bzw. villicus für die Zeit, in der sich der Herrscher nicht im Königshof aufhielt, wahrgenommen. Dieser Meier hatte die Aufgabe, die Abgaben der hörigen Bauern einzutreiben und die Fronarbeit auf dem Königsgut zu organisieren. Der erste namentlich bekannt gewordene erzbischöfliche Meier war der Ministeriale Dietrich von Calbe (1105). Bei Kriegszügen dienten die Königshöfe zur Bergung des eigenen Heeres. Deshalb waren sie auch stark mit Gräben und Palisaden befestigt und ständig mit Verpflegung für eine militärische Einheit für mehrere Tage ausgerüstet. In einem solchen Hof befanden sich das „Herren“-Haus, das Back- und das Brauhaus, die Scheunen und Ställe sowie der Brunnen. Das Curtis regia von Calbe befand sich im Gebiet der heutigen Ritterstraße.
In den Schriftquellen der Stadt wird Calbe als Calvo (936), Calva (1159), Calve (1234), Calbe (1485) bezeichnet. Es hat viele Deutungsversuche zum Ursprung dieses Begriffes gegeben. Am einleuchtendsten erscheint jedoch eine sprachgeschichtliche Erklärung: Der Wortstamm calv bedeutet im Indogermanischen (gal) und Althochdeutschen (kalwa) ganz einfach kahl bzw. nackt (lat. calvus, mittelhochdeutsch kalwe). Möglicherweise war das besiedelte hohe Ufer der Saale nicht bewaldet.
Die Sprachgrenze zwischen Nieder- (Platt-) und Hochdeutsch verlief im 10. Jahrhundert noch bedeutend südlicher als heute. Die höhere Amtssprache war das Neulateinische, das Volk und die niederen Beamten sprachen und schrieben bis zum Ende des 15. Jahrhunderts niederdeutsch (plattdeutsch).

## Ottonische Schenkung
Am 28. März 965 jedoch schenkte Kaiser Otto seinen Königshof in Calbe ebenso wie den in Rosenburg, dem St.-Mauritius-Kloster in Magdeburg mit allem Zubehör, sowohl den Kirchen und anderen Bauten, den Äckern usw. sowie den Mühlen. Diese Schenkung wurde auch von Ottos Nachfolgern bestätigt.
Als 968 das Stift des Heiligen Mauritius zum Erzstift erhoben wurde, begann auf Grund von Ottos Schenkung nach relativ kurzer Zeit der Königsgewalt die mehr als 700 Jahre dauernde Herrschaft der Erzbischöfe und protestantischen Administratoren nicht nur über, sondern auch in Calbe, denn das neu erworbene, nun nicht mehr königliche, sondern erzbischöfliche Gut erfreute sich bei den geistlichen Landesherren immer größerer Beliebtheit als Nebenresidenz neben Magdeburg. Da das erzbischöfliche Schloss erst zu Beginn des 14. Jahrhunderts erbaut wurde, befand sich also der Erzbischofssitz im 10. bis 13. Jahrhundert in der Gegend der Ritterstraße.
Aus der Schenkungsurkunde von 965 geht aber auch die Existenz eines weiteren bedeutenden Baues des Mittelalters, der Saale-Wassermühle, hervor, die zunächst zum Königshof und zur Stadt gehörte. Um das Wasser zum Antrieb der Räder vor der Mühle zu stauen, wurde ein Wehr, der so genannte Damm, errichtet. Das Wehr genügte aber nicht. Das zum Antrieb der Mühlenräder beschleunigte Wasser musste wieder zurück zum Fluss geführt werden. Das geschah durch den links der Saale gelegenen Mühlgraben. Die Saaleschifffahrt war aber wegen des künstlichen Dammes an dieser Stelle nicht mehr möglich. Deshalb wurde vor dem Wehr eine Umschiffungsmöglichkeit herbeigeführt. Das geschah rechts der Saale durch eine Flutrinne, später durch mehrere Schleusen.

## Kloster Gottesgnade
Im 11. Jahrhundert konsolidierte sich Calbe immer mehr als Stadt, regelmäßige Jahrmärkte wurden auf dem Marktplatz abgehalten, der sich damals noch auf dem Terrain vor dem heutigen Postgebäude aus rotem Backstein befand.
1131 wurde auf einer kleinen Erhöhung am östlichen Saaleufer direkt neben der Stadt das Reformkloster Gratia Dei (Gottes Gnade) durch die Prämonstratenser gegründet. Es verdankte seine Gründung dem Grafen Otto von Reveningen, der es auf Veranlassung des Magdeburger Erzbischofs Norbert von Xanten bauen ließ und einen Teil seiner Güter einbrachte. Der Graf wollte das Kloster ursprünglich auf seinen Gütern im Mansfeldischen gründen. Das hätte aber nicht ins strategische Konzept Norberts gepasst. Auf dessen eindringliche Bitten hin wählte Otto dann doch das erhöhte Ostufer der Saale bei Calbe. Beide legten gemeinsam den Grundstein in einer damals sumpfigen und waldreichen Gegend, die fast unbewohnt war. Otto von Reveningen hatte diesen Grund und Boden, wie es Norbert gewünscht hatte, durch Tausch erworben. Das Kloster bekam 1151 die Mühle am Calber Wehr, die ursprünglich den Stadtbewohnern und dem Königshof gehört hatte, sowie verschiedene Häuser, Kirchen und rent- und zinspflichtige Dörfer in der Umgebung von König Konrad III. geschenkt, was König Friedrich I. Barbarossa 1153 noch einmal bestätigte.

## Steinkreuz in Calbe

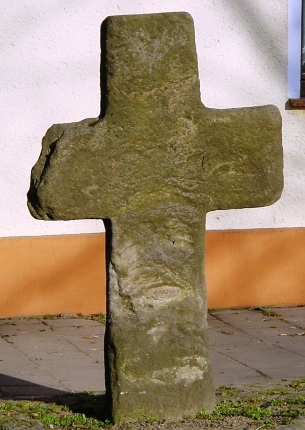
Sühnekreuz in Calbe

Das Steinkreuz von Calbe befindet sich vor dem Haus Nummer 89 in der Nienburger Straße in Calbe. Das verwitterte Steinkreuz ist 158 cm hoch, 104 cm breit und 18 cm tief. Es wird als Sühne- oder Mordkreuz gedeutet.
Seit germanischer Zeit gab es bei Tötungen zur Verhinderung der Blutrache die Möglichkeit einer Sühne zwischen den Familien des Opfers und des Täters. In der Calber Geschichte sind solche Sühneverträge nachweisbar: So erschienen 1471 vor dem Rat der Stadt der Gutsherr Cone aus Groß-Salze (Schönebeck (Elbe)) und sein Schwager, der mit einem Gut in Brumby belehnte Kaspar Homburgh auf der einen Seite und von der geschädigten Partei Jacob und Heyne Rinth, Verwandte des von Cone erschlagenen Steffen Rinth. Beide Parteien schlossen einen Vergleich, in dem Cone an die Rinth-Partei 30 Schock (1800) Groschen zahlte, eine Summe, für die man 1473 ein Haus bekam. Im Gegenzug beschwor die Partei des Erschlagenen, keine weiteren Forderungen an die Cone-Partei zu richten und sie nicht weiter zu belangen.
Zu dem Sühnekreuz in der Nienburger Straße gibt es eine alte, nicht belegte Legende, dass ein Ritter einen leibeigenen Schäfer erschlug, weil dieser ihn an der Ausübung seines Herrenrechtes der ersten Nacht (jus primae noctis) hindern wollte. Für diese Tat musste der Ritter das Sühnekreuz aufstellen. Die Legende lässt sich quellenmäßig nicht belegen und ist als Analogiebildung zu ähnlichen diesbezüglichen Sagen zu sehen.
Südlich vor Calbe soll es noch ein und in der calbischen Schlossstraße noch drei andere solcher Kreuze gegeben haben.

### Allgemein
in der Reihenfolge des Erscheinens
- Stadtbuch Calbe im Landeshauptarchiv Sachsen-Anhalt, Abteilung Magdeburg, Cop. 406 b.
- Johann Heinrich Haevecker: Kurtz gefaßte Chronica und Beschreibung der Städte Calbe, Acken und Wantzleben wie auch des Closters Gottes Gnade … Genschen, Halberstadt 1720.
- Gotthelf Moritz Rocke: Geschichte und Beschreibung der Stadt Calbe an der Saale, zugleich mit Berücksichtigung des Kreises und in Verbindung mit der Geschichte unserer Sachsenheimath. Eichel, Calbe 1874.
- Gustav Hertel: Geschichte der Stadt Calbe an der Saale. Nach den Quellen bearbeitet. Hillger, Berlin und Leipzig 1904.
- Johann Friedrich August Kinderling: Eine Ortsbeschreibung der Stadt Calbe a. S. in den Jahren 1796–1799 (Kinderling’sches Manuskript, veröffentlicht von Max Dietrich). Calbe 1908.
- Adolf Reccius: Chronik der Heimat. Urkundliche Nachrichten über die Geschichte der Kreisstadt Calbe und ihrer näheren Umgebung. Calbe 1936.
- Werner Wickel, Otto Thinius (Hrsg.): Der Kreis Calbe. Ein Heimatbuch. Ein Sammelwerk der heimatlichen Arbeitsgemeinschaft des Kreises Calbe im Regierungsbezirk Magdeburg. Hesse & Becker, Leipzig 1938.
- Klaus Herrfurth: Königshof und Kaufmannssiedlung. Zur Frühgeschichte der Stadt Calbe an der Saale. In: Burgen und Schlösser in Sachsen-Anhalt. Mitteilungen der Landesgruppe Sachsen-Anhalt der Deutschen Burgenvereinigung, Jg. 12 (2003), S. 7–14.
- Dieter Horst Steinmetz: Vom Königshof Caluo 936 bis zur Kreisstadt Calbe 1919. Geschichte einer mitteldeutschen Stadt von den Anfängen bis zur Gründung der Weimarer Republik. Quadrat Art Verlag, Magdeburg 2010, ISBN 978-3-942148-05-4.
- Uwe Klamm, Henry Bergmann: Mühlenland Sachsen-Anhalt. Teil 10: Der über tausend Jahre alte Mühlenstandort Calbe/Saale. In: Sachsen-Anhalt-Journal, Jahrgang 2020, Heft 1, S. 20–24.

### Zum Steinkreuz
- Max Dietrich: Calbenser Ruhestätten. Calbe 1894.
- Johann Heinrich Haevecker: Chronica und Beschreibung der Städte Calbe, Acken und Wantzleben wie auch des Closters Gottes Gnade … Halberstadt 1720 (als Nachdruck 1897). (online)
- Gustav Hertel: Geschichte der Stadt Calbe an der Saale. Berlin / Leipzig 1904.
- Adolf Reccius: Chronik der Heimat. Urkundliche Nachrichten über die Geschichte der Kreisstadt Calbe und ihrer näheren Umgebung. Calbe 1936.